# مهدی‌آباد (شهرضا)
مهدی‌آباد روستایی در دهستان کهرویه بخش مرکزی شهرستان شهرضا استان اصفهان ایران است.

## جمعیت
بر پایه سرشماری عمومی نفوس و مسکن در سال ۱۳۹۵ این روستا بدون جمعیت بوده‌است.